# Reto Hollenstein
Reto Hollenstein (ur. 22 sierpnia 1985 w Frauenfeld) – szwajcarski kolarz szosowy.

## Osiągnięcia
Opracowano na podstawie:

2011
- 3. miejsce w Oberösterreichrundfahrt

2011
- 2. miejsce w Croatia-Slovenia

2013
- 3. miejsce w mistrzostwach Szwajcarii (jazda indywidualna na czas)

2015
- 2. miejsce w mistrzostwach Szwajcarii (jazda indywidualna na czas)

2016
- 2. miejsce w Baloise Belgium Tour
- 2. miejsce w mistrzostwach Szwajcarii (jazda indywidualna na czas)

2019
- 3. miejsce w mistrzostwach Szwajcarii (jazda indywidualna na czas)

## Rankingi
| Rok             | 2009 | 2010 | 2011 | 2012  | 2013 | 2014 | 2015 | 2016 | 2017 | 2018  | 2019  | 2020  | 2021  | 2022  | 2023  |
| --------------- | ---- | ---- | ---- | ----- | ---- | ---- | ---- | ---- | ---- | ----- | ----- | ----- | ----- | ----- | ----- |
| UCI World Tour  |      |      |      |       |      |      | -    | -    | 290. | 220.  |       |       |       |       |       |
| World Ranking   |      |      |      |       |      |      |      | 186. | 767. | 849.  | 1118. | 1984. | 1740. | 1749. | 2129. |
| UCI Europe Tour | 968. | 700. | 248. | 1205. | 488. | 898. |      | 134. | 665. | 1595. | 790.  | 1448. | 1198. | 1146. | -     |
| UCI Asia Tour   | -    | -    | 236. | -     | -    | -    |      | 143. | 506. | 614.  |       |       |       |       |       |
|                 |      |      |      |       |      |      |      |      |      |       |       |       |       |       |       |
| Źródło: UCI     |      |      |      |       |      |      |      |      |      |       |       |       |       |       |       |